# Taz Sherman
Tajzmel "Taz" Sherman (Missouri City, Texas; 19 de julio de 1999) es un baloncestista estadounidense que pertenece a la plantilla del Lavrio B.C. de la A1 Ethniki griega. Con 1,93 metros de estatura, juega en la posición de escolta.

## Trayectoria deportiva

### Universidad
Jugó dos temporaras en el Collin College. En su segundo año promedió 25,9 puntos, 4,8 asistencias y 4,8 rebotes por partido. Fue incluido en el segundo equipo All-American de la División I de la NJCAA y Jugador del Año de la North Texas Junior College Athletic Conference.
Para su temporada junior, fue transferido a los Mountaineers de la Universidad de Virginia Occidental, donde jugó tres temporadas más, en las que promedió 12,1 puntos, 1,9 rebotes y 1,5 asistencias por partido. En su última temporada fue incluido en el segundo mejor quinteto de la Big 12 Conference.

#### Estadísticas
| Año     | Equipo        | PJ | PT | MPP  | %TC  | %3P  | %TL  | RPP | APP | ROB | TPP | PPP  |
| ------- | ------------- | -- | -- | ---- | ---- | ---- | ---- | --- | --- | --- | --- | ---- |
| 2019–20 | West Virginia | 31 | 4  | 13.1 | .383 | .333 | .864 | .8  | .8  | .6  | .2  | 5.3  |
| 2020–21 | West Virginia | 28 | 6  | 24.3 | .413 | .359 | .873 | 1.8 | 1.4 | .9  | .1  | 13.4 |
| 2021–22 | West Virginia | 31 | 31 | 34.1 | .414 | .346 | .797 | 3.0 | 2.4 | 1.3 | .2  | 17.7 |
| Total   | Total         | 90 | 41 | 23.8 | .408 | .348 | .832 | 1.9 | 1.5 | .9  | .2  | 12.1 |

### Profesional
Tras no ser elegido en el Draft de la NBA de 2022, fue seleccionado en el puesto 19 de la primera ronda del draft de la NBA G League de 2022 por los Long Island Nets, pero fue despedido una semana después.
El 29 de noviembre de 2022 firmó su primer contrato profesional con el Budapesti Honvéd SE de la liga húngara. Jugó una temporada en la que promedió 15,8 puntos, 2,6 rebotes y 2,6 asistencias por partido.
El 6 de septiembre de 2023 fichó por el Kobrat de la Korisliiga finlandesa. Jugó una temporada en la que promedió 19,0 puntos y 4,1 asistencias por partido.
El 15 de julio de 2024 fichó por el Lavrio B.C. de la A1 Ethniki griega.